# Neil Diamond
Neil Leslie Diamond (New York, 24 januari 1941) is een Amerikaanse zanger en liedjesschrijver. Hij is bekend van nummers als Sweet Caroline, I Am... I Said, Girl, You'll Be a Woman Soon, Song Sung Blue, Beautiful Noise en You Don't Bring Me Flowers, een duet met Barbra Streisand. Daarnaast acteerde hij in een film, The Jazz Singer uit 1980, die hem de hit Love on the Rocks opleverde. Hij schreef ook nummers die bekend werden vanwege hun uitvoering door een andere artiest, waaronder I'm a Believer (The Monkees) en Red Red Wine (UB40).

## Biografie
Neil Diamond werd geboren in Flatbush in Brooklyn, New York als kind van joodse ouders. Hij was een klasgenoot van Barbra Streisand (1 jaar ouder) met wie hij in het high-schoolkoor zong. Op zijn zestiende verjaardag kreeg hij zijn eerste gitaar.
Diamond begon in 1958, met nummers als Blue Destiny en A Million Miles Away, waarover hij zei "The first song I ever wrote on a piano. I played all the instruments on this demo... because I worked cheap". Hij werd vooral populair eind jaren zestig. Hij schreef daarbij niet alleen voor zichzelf, maar ook bijvoorbeeld voor The Monkees (A little bit me, a little bit you). Zijn livealbum Hot August Night (1972) vormde de definitieve doorbraak en werd overal bijzonder goed verkocht, zeker in Australië. Na deze plaat volgden de soundtrack Jonathan Livingston Seagull (naar Richard Bach' boek) en Serenade.
Het album Beautiful Noise uit 1976 werd geproduceerd door Robbie Robertson van The Band. Ook andere bandleden speelden op het album. In de film van het afscheidsconcert van The Band, The Last Waltz, zong Diamond "Dry Your Eyes" van het album. Na het livealbum Love at the Greek (1976) werkte Diamond enkele jaren met de producer Bob Gaudio, in de tweede helft van de jaren zeventig, aan de albums I'm Glad You're Here with Me Tonight, You Don't Bring Me Flowers (de titelsong werd later een duet met Streisand), September Morn (1976) en The Jazz Singer.
De plaatverkoop stagneerde een beetje in de jaren tachtig, al werden zijn concerten nog steeds goed bezocht. Veel nummers, vooral die uit zijn begintijd (Red Red Wine, Girl, You'll Be a Woman Soon en I'm a Believer), werden door anderen gezongen en ook voor films (waaronder Pulp Fiction en Shrek) gebruikt.
In 1980 speelde Diamond de hoofdrol in de film The Jazz Singer van Richard Fleischer. In deze film vertolkt hij de rol van de zoon van een joodse cantor die zijn droom om popster te worden nastreeft. In Amerika alleen al worden 5 miljoen exemplaren verkocht van het album.
In 1998 brachten Neil Diamond en Elmer Bernstein The Movie Album: As Time Goes By uit. Het album kwam in de Billboard 200 op de 31ste plaats.
Zijn drie cd's Three Chord Opera, 12 Songs (2005) en Home Before Dark (2008) werden, wellicht door het producerswerk van Rick Rubin (laatste twee albums) en door weer zelf geschreven teksten en muziek, een succes. Op 24 en 25 mei 2008 trad Diamond op in Ahoy Rotterdam en op 29 mei kwam hij voor de eerste keer naar België; Diamond trad toen op in het Sportpaleis in Antwerpen. In oktober 2008 verscheen een boek over Neil Diamond: He is ... I say, geschreven door David Wild (Rolling Stone). Hij heeft meer dan 130 miljoen albums verkocht als singer-songwriter en daarnaast miljoenen als uitsluitend songwriter.
Op 14 mei 2008 kwam zijn album Home Before Dark op de eerste plaats binnen in de Billboard Top 200, het was zijn eerste Amerikaanse nummer 1-album.
Op 12 januari 2009 begon Diamond met de opnamen van een nieuw album, zijn derde met Rick Rubin: Dreams. Op 20 augustus van dat jaar verscheen er een dvd en dubbel-cd van zijn wereldtournee van 2008, die door meer dan één miljoen mensen werd bezocht. De dubbele live-cd Hot August Night, NYC kwam binnen op de tweede plaats van de Billboard Top 200.
Voor 2010 stond een nieuwe wereldtoer in de planning voor de inmiddels 69-jarige Diamond. Op 2 november 2010 kwam de nieuwe cd Dreams uit, een album waarop hij zijn favoriete nummers van onder andere The Beatles, Bill Withers en Leonard Cohen covert. De hoogste entry was nummer 5 in de Top 50 Albums Australië en Nieuw-Zeeland Albums Top 40.
Op 4 juni 2011 gaf Diamond zijn tweede Belgische optreden in het Antwerpse Sportpaleis. Op 9 en 11 juni volgden concerten in het Rotterdamse Ahoy.
Op 21 oktober 2014 verscheen het door Don Was geproduceerde studioalbum Melody Road. In 2015 ging Diamond op wereldtournee, in het kader waarvan hij twee avonden in de Amsterdamse Ziggo Dome stond.
In oktober 2020 kwam het bericht dat er een nieuw album gaat verschijnen op 20 november van dat jaar: het album heeft de titel "Classic Diamonds". Hij heeft het afgelopen jaar samengewerkt met het London Symphony Orchestra, in het totaal zijn 14 van zijn bekendste nummers opnieuw gearrangeerd waarna in de Abbey Road studio's de muziek is opgenomen en Neil Diamond in zijn eigen studio de liedteksten heeft ingezongen.
Begin 2022 verkocht hij zijn volledige muziekcatalogus, inclusief 110 nog niet-uitgebrachte tracks, voor een onbekend bedrag aan Universal Music Group (UMG). Wanneer Diamond in de toekomst nog nieuwe albums gaat maken dan wordt ook dit nieuwe werk door UMG uitgebracht. Eind 2022 kwam er een musical uit over het leven van Neil Diamond, A Beautiful Noise, die op Broadway in première ging. In een van de shows was Diamond zelf aanwezig, waar hij Sweet Caroline zong.

## Privé
Op 21 april 2012 hertrouwde Neil Diamond met zijn manager/producente Katie McNeil. Zij wonen in de staat Colorado. In augustus van dat jaar kreeg hij een ster op de Hollywood Walk of Fame. Uit een voorgaand huwelijk met Marcia Murphey (1969–95) heeft hij twee zonen; eerst getrouwd met Jaye Posner (1963–69) kreeg hij twee dochters.
Op 23 januari 2018 maakte de zanger bekend dat hij met optreden stopt omdat bij hem de ziekte van Parkinson is geconstateerd. Zijn concerten die gepland stonden in maart van dat jaar zijn geannuleerd. Achteraf bleek dat zijn allerlaatste concert was op 19 oktober 2017 in de O2 Arena van Londen.

## Discografie

### Albums
| Album met eventuele hitnotering(en) in de Nederlandse Album Top 100 | Datum van verschijnen | Datum van binnenkomst | Hoogste positie | Aantal weken | Opmerkingen   |
| ------------------------------------------------------------------- | --------------------- | --------------------- | --------------- | ------------ | ------------- |
| Gold                                                                | 1971                  | 07-08-1971            | 29              | 5            | Livealbum     |
| Holly holy                                                          | 1971                  | 11-09-1971            | 38              | 1            |               |
| Stones                                                              | 1972                  | 08-01-1972            | 19              | 1            |               |
| Moods                                                               | 1972                  | 29-07-1972            | 2               | 19           |               |
| Serenade                                                            | 1974                  | 26-10-1974            | 3               | 25           |               |
| Jonathan Livingston Seagull                                         | 1975                  | 12-07-1975            | 5               | 23           | Soundtrack    |
| Hot august night                                                    | 1975                  | 23-08-1975            | 14              | 30           | Livealbum     |
| Beautiful noise                                                     | 1976                  | 26-06-1976            | 1 (7 wkn)       | 43           |               |
| Love at the Greek                                                   | 1977                  | 19-02-1977            | 1 (7 wkn)       | 38           | Livealbum     |
| I'm glad you're here with me tonight                                | 1977                  | 26-11-1977            | 6               | 17           |               |
| You don't bring me flowers                                          | 1978                  | 16-12-1978            | 6               | 12           |               |
| September morn                                                      | 1980                  | 12-01-1980            | 12              | 12           |               |
| The jazz singer                                                     | 1980                  | 29-11-1980            | 1 (2 wkn)       | 29           | Soundtrack    |
| Diamond forever                                                     | 1981                  | 07-02-1981            | 23              | 15           | Verzamelalbum |
| On the way to the sky                                               | 1981                  | 28-11-1981            | 15              | 12           |               |
| Heartlight                                                          | 1982                  | 06-11-1982            | 27              | 7            |               |
| Primitive                                                           | 1984                  | 28-07-1984            | 9               | 11           |               |
| The very best of Neil Diamond                                       | 1985                  | 14-12-1985            | 34              | 13           | Verzamelalbum |
| Headed for the future                                               | 1986                  | 31-05-1986            | 53              | 6            |               |
| The best years of our lives                                         | 1989                  | 21-01-1989            | 46              | 8            |               |
| His 12 greatest hits 2                                              | 1989                  | 11-11-1989            | 15              | 19           | Verzamelalbum |
| Lovescape                                                           | 1991                  | 14-09-1991            | 47              | 5            |               |
| Greatest hits 1966-1992                                             | 1992                  | 16-05-1992            | 20              | 16           | Verzamelalbum |
| Gold                                                                | 1993                  | 16-10-1993            | 42              | 10           | Verzamelalbum |
| Tennessee moon                                                      | 1996                  | 02-03-1996            | 52              | 8            |               |
| The ultimate collection                                             | 1996                  | 05-10-1996            | 18              | 22           | Verzamelalbum |
| The movie album: As time goes by                                    | 1998                  | -                     |                 |              |               |
| The essential                                                       | 2005                  | 23-04-2005            | 81              | 3            |               |
| 12 Songs                                                            | 2005                  | 25-02-2006            | 10              | 16           |               |
| Home before dark                                                    | 2008                  | 17-05-2008            | 2               | 21           |               |
| Hot august night / NYC                                              | 2009                  | 29-08-2009            | 34              | 8            |               |
| Dreams                                                              | 2010                  | 13-11-2010            | 12              | 13           |               |
| The very best of Neil Diamond - The original studio recordings      | 2012                  | 10-03-2012            | 4               | 6            | Verzamelalbum |
| Melody Road                                                         | 2014                  | 25-10-2014            | 11              | 12           |               |
| All-Time Greatest Hits                                              | 2015                  | 03-01-2015            | 61              | 1            | Verzamelalbum |
| 50th Anniversary Collection                                         | 2017                  | 08-04-2017            | 29              | 1            | Verzamelalbum |
| Hot August Night III                                                | 2018                  | 25-08-2018            | 15              | 1            | Livealbum     |
| Classic Diamonds                                                    | 2020                  | 28-11-2020            | 39              | 1            |               |

| Album met hitnotering(en) in de Vlaamse Ultratop 200 albums    | Datum van verschijnen | Datum van binnenkomst | Hoogste positie | Aantal weken | Opmerkingen   |
| -------------------------------------------------------------- | --------------------- | --------------------- | --------------- | ------------ | ------------- |
| The ultimate collection                                        | 1996                  | 09-11-1996            | 19              | 12           | Verzamelalbum |
| 12 Songs                                                       | 2006                  | 25-02-2006            | 6               | 15           |               |
| Home before dark                                               | 2008                  | 17-05-2008            | 5               | 14           |               |
| Hot august night / NYC                                         | 2009                  | 05-09-2009            | 71              | 3            |               |
| Dreams                                                         | 2010                  | 13-11-2010            | 50              | 5            |               |
| The bang years 1966-1968                                       | 2011                  | 18-06-2011            | 86              | 1            | Verzamelalbum |
| The very best of Neil Diamond - The original studio recordings | 2012                  | 19-05-2012            | 183             | 2            | Verzamelalbum |
| All-time greatest hits                                         | 2014                  | 23-08-2014            | 115             | 6            | Verzamelalbum |
| Melody road                                                    | 2014                  | 01-11-2014            | 17              | 22           |               |
| All-time greatest hits [Deluxe Edition]                        | 2015                  | 20-06-2015            | 10              | 24           | Verzamelalbum |
| Acoustic Christmas                                             | 2016                  | 12-11-2016            | 72              | 5            |               |
| 50th anniversary collection                                    | 2017                  | 08-04-2017            | 38              | 21           | Verzamelalbum |
| Hot August night III recorded at the Greek                     | 2018                  | 25-08-2018            | 16              | 6            | Livealbum     |
| Classic Diamonds                                               | 2020                  | 28-11-2020            | 27              | 1            |               |

### Singles
| Single met eventuele hitnotering(en) in de Nederlandse Top 40 | Datum van verschijnen | Datum van binnenkomst | Hoogste positie | Aantal weken | Opmerkingen                                        |
| ------------------------------------------------------------- | --------------------- | --------------------- | --------------- | ------------ | -------------------------------------------------- |
| I thank the lord for the night time                           | 1967                  | -                     |                 |              |                                                    |
| Sweet Caroline                                                | 1969                  | 13-09-1969            | 17              | 5            | Nr. 16 in de Single Top 100                        |
| Cracklin' Rosie                                               | 1970                  | 24-10-1970            | 6               | 10           | Nr. 6 in de Single Top 100 / Alarmschijf           |
| Do It                                                         | 1971                  | 09-01-1971            | 21              | 5            | Nr. 16 in de Single Top 100                        |
| I Am... I Said                                                | 1971                  | 08-05-1971            | 6               | 10           | Nr. 6 in de Single Top 100                         |
| I'm a Believer                                                | 1971                  | 24-07-1971            | 23              | 4            | Nr. 29 in de Single Top 100                        |
| Girl, You'll Be a Woman Soon                                  | 1971                  | 09-10-1971            | 23              | 4            | Nr. 27 in de Single Top 100                        |
| Stones                                                        | 1971                  | 20-11-1971            | tip3            | -            |                                                    |
| Song Sung Blue                                                | 1972                  | 13-05-1972            | 4               | 11           | Nr. 3 in de Single Top 100 / Alarmschijf           |
| Walk on Water                                                 | 1972                  | 09-12-1972            | tip16           | -            |                                                    |
| Skybird                                                       | 1974                  | 20-04-1974            | 13              | 8            | Nr. 6 in de Single Top 100                         |
| Longfellow Serenade                                           | 1974                  | 26-10-1974            | 6               | 9            | Nr. 9 in de Single Top 100                         |
| Morningside                                                   | 1975                  | 11-01-1975            | tip9            | -            |                                                    |
| I've Been This Way Before                                     | 1975                  | 22-03-1975            | tip12           | -            |                                                    |
| The Last Picasso                                              | 1975                  | 05-07-1975            | tip24           | -            |                                                    |
| If You Know What I Mean                                       | 1976                  | 03-07-1976            | 7               | 7            | Nr. 5 in de Single Top 100                         |
| Beautiful Noise                                               | 1976                  | 13-11-1976            | 4               | 11           | Nr. 3 in de Single Top 100                         |
| Stargazer                                                     | 1977                  | 16-04-1977            | 18              | 7            | Nr. 24 in de Single Top 100                        |
| Lady-oh                                                       | 1977                  | 30-07-1977            | 21              | 5            | Nr. 19 in de Single Top 100                        |
| Desirée                                                       | 1977                  | 24-12-1977            | 18              | 6            | Nr. 21 in de Single Top 100                        |
| Let Me Take You in My Arms Again                              | 1978                  | 01-04-1978            | tip5            | -            | Nr. 29 in de Single Top 100                        |
| You Don't Bring Me Flowers                                    | 1978                  | 09-12-1978            | 15              | 6            | met Barbra Streisand / Nr. 14 in de Single Top 100 |
| Forever in Blue Jeans                                         | 1979                  | 03-02-1979            | tip16           | -            |                                                    |
| The American Popular Song                                     | 1979                  | 23-06-1979            | tip5            | -            | Nr. 38 in de Single Top 100                        |
| Love on the Rocks                                             | 1980                  | 06-12-1980            | 13              | 7            | Nr. 26 in de Single Top 100                        |
| Hello Again                                                   | 1981                  | 07-03-1981            | 32              | 3            | Nr. 37 in de Single Top 100                        |
| Heartlight                                                    | 1982                  | 06-11-1982            | tip8            | -            |                                                    |

| Single met hitnotering(en) in de Vlaamse Ultratop 50 | Datum van verschijnen | Datum van binnenkomst | Hoogste positie | Aantal weken | Opmerkingen                                        |
| ---------------------------------------------------- | --------------------- | --------------------- | --------------- | ------------ | -------------------------------------------------- |
| Soolaimon                                            | 1970                  | -                     |                 |              | Nr. 30 in de Radio 2 Top 30                        |
| Cracklin' Rosie                                      | 1970                  | 07-11-1970            | 2               | 15           | Nr. 1 in de Radio 2 Top 30                         |
| Do It                                                | 1971                  | 30-01-1971            | 15              | 5            | Nr. 12 in de Radio 2 Top 30                        |
| I Am...I Said                                        | 1971                  | 15-05-1971            | 8               | 12           | Nr. 2 in de Radio 2 Top 30                         |
| Song Sung Blue                                       | 1972                  | 10-06-1972            | 5               | 13           | Nr. 3 in de Radio 2 Top 30                         |
| Skybird                                              | 1974                  | -                     |                 |              | Nr. 25 in de Radio 2 Top 30                        |
| Longfellow Serenade                                  | 1974                  | 23-11-1974            | 9               | 11           | Nr. 4 in de Radio 2 Top 30                         |
| If You Know What I Mean                              | 1976                  | 24-07-1976            | 9               | 7            | Nr. 6 in de Radio 2 Top 30                         |
| Beautiful Noise                                      | 1976                  | 27-11-1976            | 6               | 10           | Nr. 6 in de Radio 2 Top 30                         |
| Stargazer                                            | 1977                  | 04-06-1977            | 28              | 1            | Nr. 20 in de Radio 2 Top 30                        |
| Desirée                                              | 1977                  | 04-02-1978            | 24              | 5            | Nr. 18 in de Radio 2 Top 30                        |
| You Don't Bring Me Flowers                           | 1978                  | 23-12-1978            | 17              | 7            | met Barbra Streisand / Nr. 10 in de Radio 2 Top 30 |
| Forever in Blue Jeans                                | 1979                  | -                     |                 |              | Nr. 29 in de Radio 2 Top 30                        |
| September Morn                                       | 1980                  | -                     |                 |              | Nr. 24 in de Radio 2 Top 30                        |
| Love on the Rocks                                    | 1980                  | 29-11-1980            | 12              | 12           | Nr. 6 in de Radio 2 Top 30                         |
| Hello Again                                          | 1981                  | 28-02-1981            | 21              | 10           | Nr. 15 in de Radio 2 Top 30                        |
| Heartlight                                           | 1982                  | 20-11-1982            | 23              | 4            | Nr. 22 in de Radio 2 Top 30                        |
| Pretty Amazing Grace                                 | 2008                  | -                     |                 |              | Nr. 27 in de Radio 2 Top 30                        |

### NPO Radio 2 Top 2000
| Nummers met noteringen in de NPO Radio 2 Top 2000 | '99 | '00  | '01 | '02  | '03  | '04  | '05  | '06  | '07  | '08  | '09  | '10  | '11  | '12  | '13  | '14  | '15  | '16  | '17  | '18  | '19  | '20  | '21  | '22  | '23  | '24  |
| ------------------------------------------------- | --- | ---- | --- | ---- | ---- | ---- | ---- | ---- | ---- | ---- | ---- | ---- | ---- | ---- | ---- | ---- | ---- | ---- | ---- | ---- | ---- | ---- | ---- | ---- | ---- | ---- |
| Beautiful Noise                                   | 397 | 412  | 248 | 479  | 435  | 415  | 364  | 309  | 398  | 360  | 294  | 295  | 398  | 487  | 621  | 582  | 757  | 791  | 746  | 802  | 778  | 731  | 721  | 835  | 802  | 851  |
| Cracklin' Rosie                                   | 849 | 1022 | 819 | 1723 | 1360 | 1587 | 1733 | 1793 | 1893 | 1648 | 1867 | 1744 | -    | -    | -    | -    | -    | -    | -    | -    | -    | -    | -    | -    | -    | -    |
| Crunchy granola suite                             | -   | 1706 | -   | -    | -    | -    | -    | -    | -    | -    | -    | -    | -    | -    | -    | -    | -    | -    | -    | -    | -    | -    | -    | -    | -    | -    |
| Girl, You'll Be a Woman Soon                      | -   | 915  | 790 | 1102 | 1019 | 939  | 1042 | 959  | 1168 | 1012 | 988  | 997  | 1126 | 1342 | 1242 | 1300 | 1724 | 1659 | 1678 | 1710 | 1892 | 1903 | -    | -    | -    | -    |
| Hello Again                                       | -   | 906  | -   | 1382 | 1308 | 1391 | 1392 | 1314 | 1341 | 1359 | 1195 | 1185 | 1375 | 1525 | 1557 | 1444 | 1769 | -    | -    | -    | -    | -    | -    | -    | -    | -    |
| Holly Holy                                        | -   | 1667 | -   | -    | -    | -    | -    | 1839 | 1769 | -    | -    | -    | -    | -    | -    | -    | -    | -    | -    | -    | -    | -    | -    | -    | -    | -    |
| I Am... I Said                                    | 368 | 325  | 80  | 369  | 274  | 384  | 505  | 319  | 393  | 341  | 310  | 298  | 364  | 418  | 439  | 394  | 467  | 546  | 502  | 418  | 398  | 442  | 432  | 455  | 476  | 573  |
| I'm a Believer                                    | -   | 1727 | -   | -    | -    | -    | -    | -    | -    | -    | -    | -    | -    | -    | -    | -    | -    | -    | -    | -    | -    | -    | -    | -    | -    | -    |
| Longfellow serenade                               | -   | 1031 | 872 | 1537 | -    | 1575 | 1793 | 769  | -    | 1656 | -    | -    | -    | -    | -    | -    | -    | -    | -    | -    | -    | -    | -    | -    | -    | -    |
| Love on the Rocks                                 | 538 | -    | 517 | 1064 | 964  | 1116 | 1221 | 969  | 1503 | 1130 | 1321 | 1234 | 1221 | 1237 | 1324 | 1252 | 1542 | 1527 | 1573 | 1361 | 1341 | 1330 | 1583 | 1660 | 1652 | 1767 |
| Morningside                                       | -   | 1341 | -   | -    | -    | -    | -    | -    | -    | -    | 1862 | 1567 | 1645 | -    | -    | -    | -    | -    | -    | -    | -    | -    | -    | -    | -    | -    |
| Play Me                                           | -   | 929  | -   | -    | -    | -    | -    | -    | -    | -    | -    | -    | 1810 | -    | -    | 1965 | -    | -    | -    | -    | -    | -    | -    | -    | -    | -    |
| Pretty Amazing Grace                              | ×   | ×    | ×   | ×    | ×    | ×    | ×    | ×    | ×    | -    | 921  | 919  | 1359 | 1855 | 1782 | 1938 | -    | -    | -    | -    | -    | -    | -    | -    | -    | -    |
| September Morn                                    | 860 | 1007 | 783 | 1077 | 1032 | 1135 | 1223 | 787  | 1052 | 963  | 1110 | 1160 | 1116 | 1353 | 1230 | 1144 | 1557 | 1451 | 1407 | 1240 | 1030 | 1084 | 1161 | 1173 | 1166 | 1246 |
| Song Sung Blue                                    | 653 | 895  | 520 | 1112 | 1169 | 1216 | 1226 | 886  | 1047 | 1006 | 1152 | 1212 | 1436 | 1706 | 1547 | 1434 | 1709 | 1715 | 1793 | 1861 | 1721 | 1783 | 1915 | 1942 | -    | -    |
| Sweet Caroline                                    | 792 | 721  | 697 | 1317 | 1470 | 1411 | 1247 | 1113 | 1135 | 1178 | 868  | 779  | 822  | 1207 | 867  | 640  | 669  | 569  | 330  | 319  | 190  | 178  | 144  | 169  | 71   | 193  |
| You Don't Bring Me Flowers (met Barbra Streisand) | 619 | 685  | 427 | 1665 | 1793 | 1321 | 1243 | 987  | 1347 | 1188 | 1355 | 1216 | 1714 | 1779 | 1381 | 1269 | 1654 | 1532 | 1530 | 1948 | 1986 | 1924 | -    | -    | -    | -    |

1. ↑  Een '-' betekent dat het nummer niet was genoteerd, een '×' betekent dat het nummer nog niet was uitgebracht en een vetgedrukt getal geeft de hoogste notering van een nummer aan.

### Dvd's
| Dvd's met eventuele hitnoteringen in de Nederlandse Music Top 30 | Datum van verschijnen | Datum van binnenkomst | Hoogste positie | Aantal weken | Opmerkingen   |
| ---------------------------------------------------------------- | --------------------- | --------------------- | --------------- | ------------ | ------------- |
| Greatest Hits Live                                               | 2004                  | 28-02-2004            | 23              | 5            |               |
| The Thank You Australia Concert - live 1976                      | 2008                  | 21-06-2008            | 5               | 18           |               |
| Wereldtournee van 2008                                           | 2009-08-20            |                       |                 |              | Ook dubbel-cd |
| Hot August Night / NYC                                           | 2009                  | 29-08-2009            | 2               | 60           |               |
| Love at the Greek Theater (1976)                                 | 2010                  | 11-09-2010            | 14              | 6            |               |

### Bekende covers
- I'm a Believer - The Monkees (1966) / The Four Tops (1968)
- A Little Bit Me, a Little Bit You - The Monkees (1967)
- I'll Come Runnin' - Cliff Richard (1967)
- Kentucky Woman - Deep Purple (1967/68)
- Girl, You'll Be a Woman Soon - Cliff Richard (1968)
- Red Red Wine - Peter Tetteroo (1968)
- And the Grass Won't Pay No Mind - Elvis Presley (1969)
- Glory Road - Everly Brothers (1969)
- Cherry Cherry - Jonathan King (1970)
- Dry Your Eyes - Frank Sinatra (1977)
- Red Red Wine - UB40 (1983)
- If You Know What I Mean - Lee Towers (1984)
- Girl, You'll Be a Woman Soon - Urge Overkill (1994)
- idem - René Froger (1995)
- Holly Holy - UB40 (1998)
- Solitary Man - Johnny Cash (2000)
- Hello Again - Ronan Keating (2006)
- I'm Alive - David Cook (2008)